# واهالاک (میسیسیپی)
واهالاک (به انگلیسی: Wahalak) یک منطقهٔ مسکونی در ایالات متحده آمریکا است که در شهرستان کمپر، میسیسیپی واقع شده‌است.